# Silniční most přes Labe v Kuněticích
Silniční most konstrukce Bailey přemosťuje řeku Labe na silnici spojující Kunětice a Počaply. Dne 30. prosince 1988 byl zapsán do státního seznamu kulturních památek.

## Dějiny
Most byl převzat prostřednictvím UNRRA po druhé světové válce a je dokladem poválečné zahraniční pomoci. Postaven byl v letech 1946–1948 na silnici mezi Sezemicemi a Kuněticemi. Dřevo na piloty a mostovku zajištěno z obecních zdrojů, z chvojeneckých lesů. Most stavěl ženijní vojenský oddíl z Pardubic.

## Popis
Most je kovové konstrukce Bailey Bridge, tvořený přímými příhradovými nosníky s I a L profily, rozepřený I profily, na spodní straně ztužený diagonálními táhly. Na koncích je kloubově uložen. Dřevěná vozovka je položena na kovové konstrukci. Nosné pilíře byly původně dřevěné, v současnosti jsou ocelové, s ledolamy. Délka mostu je cca 85 m, šířka 3,5 m. V roce 1972 byla provedena generální oprava mostu, při níž byla zhotovena nová pilotáž, nájezdy a položena nová dřevěná mostovka. Další oprava mostu byla provedena v roce 2019.
Vjezd na most je umožněn pouze vozidlům do šíře 2,0 m a do hmotnosti 2,5 t.

## Fotogalerie

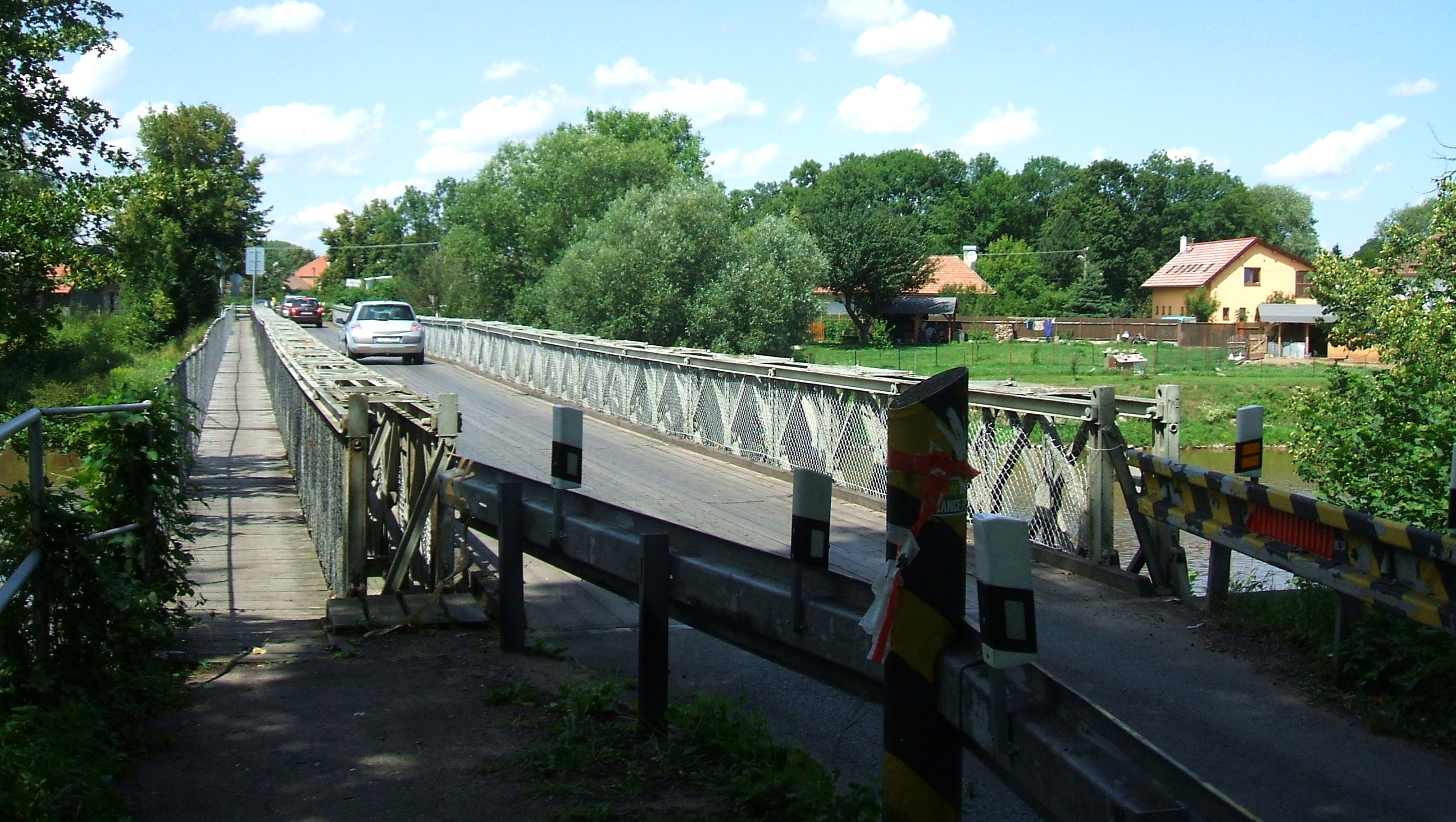
silniční most v Kuněticích
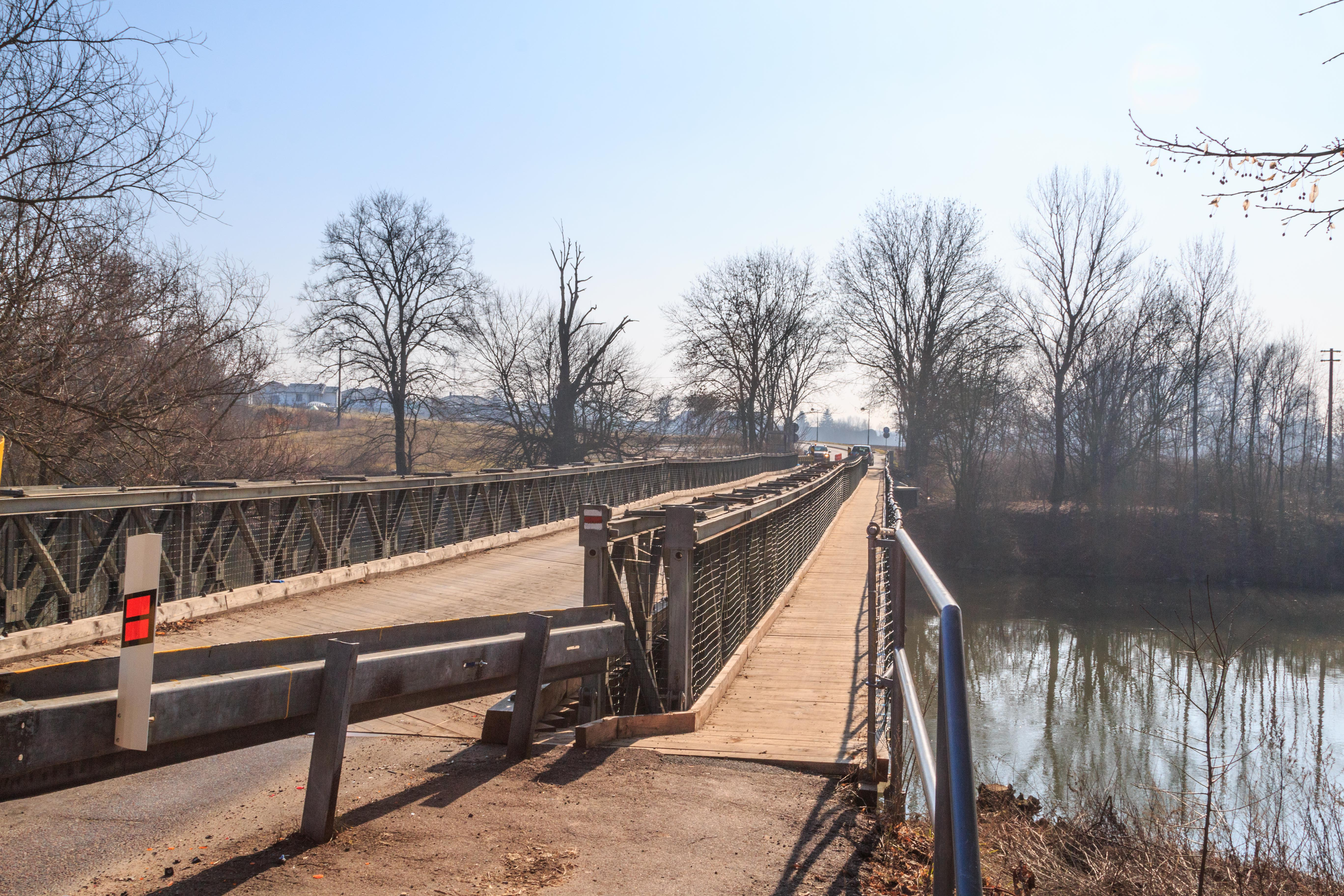
silniční most v Kuněticích
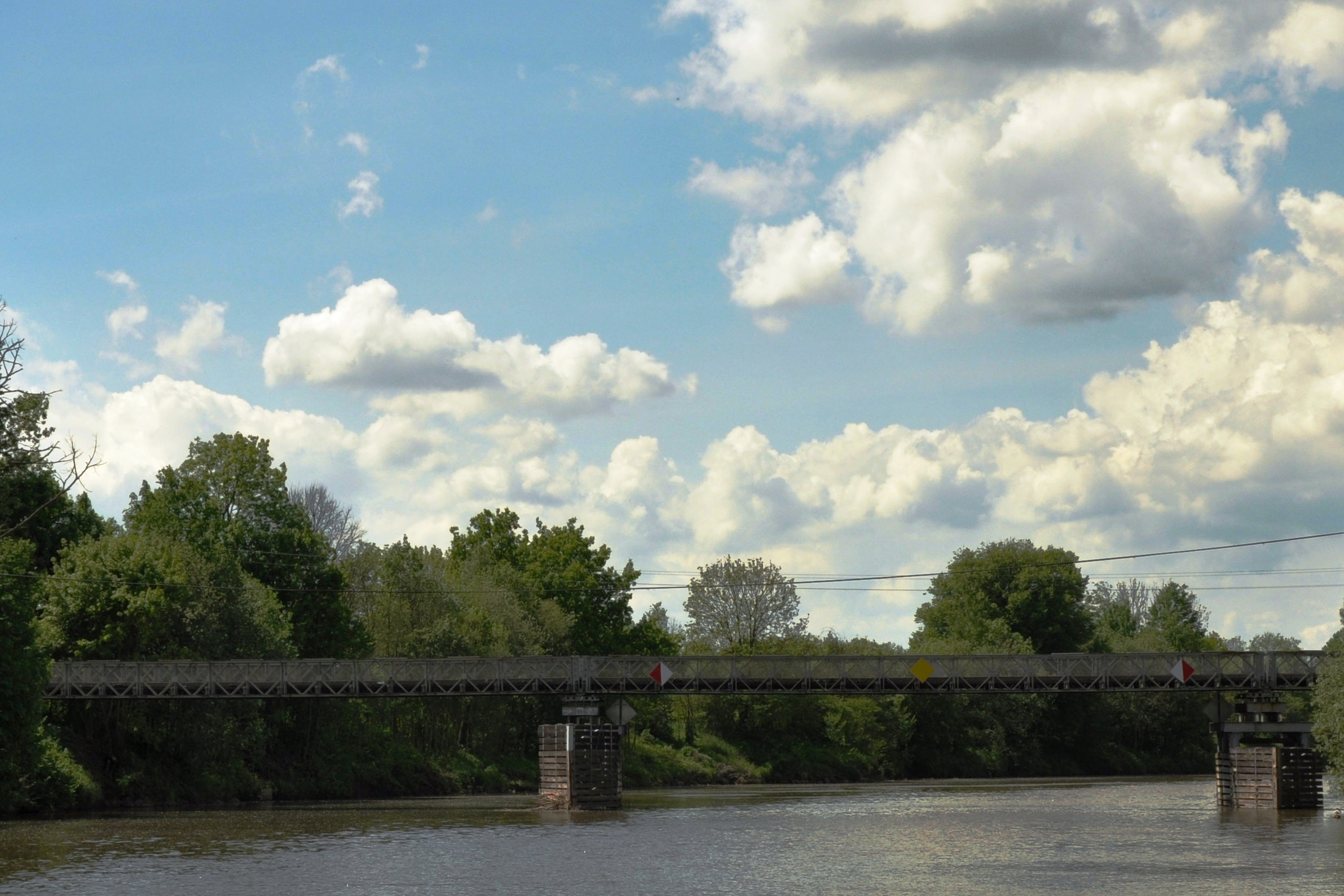
silniční most v Kuněticích